# Subliminable Messages
Subliminable Messages è il sesto album studio del gruppo pop punk statunitense Ten Foot Pole, pubblicato nel 2004 da Go-Kart Records. Il titolo si riferisce ad un bushismo, e significa in italiano più o meno messaggi subliminabili.

## Tracce
1. Wake Up (And Smell the Fascism) - 2:42
2. Kicked Out of Kindergarten - 2:48
3. She Looks Like - 1:52
4. Rachel Corrie - 2:57
5. Black and Blue - 2:52
6. Last Call for Russell's Balls - 2:52
7. With You by My Side - 2:27
8. Still Believe - 2:09
9. Your World - 2:48
10. Heaven and Hell - 2:44
11. The Quest - 2:33
12. Toss It All - 3:22

## Formazione[2]
- Dennis Jagard - voce, seconda chitarra
- Eric Cody - prima chitarra
- Mike Levy - basso, voce d'accompagnamento
- Kevin Ruggeri - batteria, voce d'accompagnamento